# Tokina 12-24
Il Tokina AT-X 124 AF PRO DX II è un obiettivo zoom che spazia da una focale grandangolare ad una ultragrandangolare specifico per le SLR Canon e Nikon con sensore a formato ridotto.
Il 12-24 mm è costituito da 13 elementi disposti in 11 gruppi, tra cui sono presenti lenti a bassa dispersione e lenti asferiche. La messa a fuoco è di tipo IF (Internal Focus) e può essere effettuata da una distanza minima di 30 centimetri. Lo spostamento dei gruppi ottici avviene tramite motore a rotazione.
Il vetro utilizzato vanta uno speciale trattamento Multi-Coating che permette di ridurre i riflessi prodotti dalle fonti luminose.

## Considerazioni

### Vantaggi
Questa lente di ottima fattura presenta buona nitidezza e bassa distorsione. Insieme al compagno Tokina 11-16 f/2.8 è considerato un obiettivo di fascia medio-alta con qualità pari ai più costosi Nikon 12-24 f/4 e Canon EF-S 10-22 f/3.5-4.5

### Critiche
A tutta apertura l'ottica presenta una leggera distorsione agli angoli dell'immagine, facilmente risolvibile in post-produzione.
L'aberrazione cromatica è evidente in situazioni particolari, mentre la vignettatura è inesistente anche con l'utilizzo di filtri non-slim.

## Uso
Le ghiere di comando, rivestite da uno strato di gomma per aumentare il grip, sono comode e molto scorrevoli, permettendo zoomate e focheggiamenti molto precisi. Il peso dà un senso di stabilità e robustezza e i materiali utilizzati sono resistenti a graffi e polvere.
Il sistema di messa a fuoco adotta un meccanismo "a pompa" che permette di passare dalla messa a fuoco automatica a quella manuale semplicemente spostando in avanti o indietro la ghiera.

## Lenti simili
Il Nikon 12-24 DX è un obiettivo ultragrandangolare per DSLR Nikon.
Il Sigma 10-20mm DC è lo zoom ultragrandangolare per sensori a formato ridotto APS-C. Anche Tamron propone un 11-18mm per fotocamere APS-C.
Il Tokina 11-16 f/2.8 è il "gemello" del 12-24, infatti utilizza stesso corpo e schema ottico. Cambiano la lunghezza focale ed il trattamento delle lenti che permettono di avere una luminosità maggiore.

### Specifiche tecniche
- (EN) Specifiche tecniche sul sito ufficiale Tokina